# ラルフ・ジョーンズ
ラルフ・ジョーンズ（Ralf Jones）は、SNK（SNKプレイモア）の対戦型格闘ゲーム『ザ・キング・オブ・ファイターズ』シリーズなどに登場する架空の人物。名前は「ラルフ」とのみ表記されている場合が多い。

## キャラクター設定
初登場はネオジオ以前にSNKがリリースしたアクションシューティングゲーム『T・A・N・K』で、主人公として登場する。その後、同じくアクションシューティングゲームの『怒 -IKARI-』シリーズでも主人公として登場。この時は1P専用キャラクターであり、また前作の功績により20代後半という若さで大佐に特進していたことがファミリーコンピュータ版の宣伝広告からうかがえる（なお同シリーズでの2P専用キャラクターがクラークである）。
そして、対戦型格闘ゲーム『ザ・キング・オブ・ファイターズ』（以下『KOF』と表記）シリーズの第一作である『KOF'94』（以下『'94』と表記）にて、クラーク、そして自分たちの上司ハイデルンの3人で「怒チーム」として登場する。
『KOF』シリーズでの設定はハイデルンの率いる傭兵部隊に所属する傭兵で、階級は『怒』シリーズの設定を引き継ぎ大佐。なお、ハイデルン傭兵部隊の階級ではない。中尉（という設定）のクラークとは階級の差はあるが、仲の良い相棒と言った間柄（クラークとの年齢差は5歳）。年齢は39歳（『'94』では38歳）。髪の色は黒。瞳の色はイラストでは茶色、ゲーム中では緑や黒など統一されておらず、『KOF XIV』（以下『XIV』と表記）の3Dモデルでは碧眼となっている。
なお、『KOF』シリーズにおいてもクラークとの出会いは『怒 -IKARI-』と同様の「敵地に向かっていた飛行機の爆破・墜落によって2人だけで敵地を脱出することになった」という経緯であり、過去に参加した作戦として「オペレーション・怒（クラークとの出会い）」「オペレーション・怒号層圏（詳細不明だが一番辛かったミッション）」という作戦名が明かされている。
クラークと出会う前の『T・A・N・K』は大戦末期（ファミコン版の『グレートタンク』は1944年が舞台）のため、『KOF』シリーズ初代の『KOF'94』の参戦者では「『KOF』は主人公たちの活躍年代を同一時期に合わせたパラレルワールド」という設定の影響を一番受けている存在であった。
ハイデルンとは、彼が統括する任務の要員として召集されたことがきっかけで知り合っており、これはラルフとクラークの評判を耳にしたハイデルンによる実質的なスカウトだったとされる。
ハイデルン流暗殺術を格闘スタイルとするが、ハイデルン本人のような闘い方はせず、ほぼ我流の闘い方をするために、『KOF』シリーズのプロフィールでは常に「マーシャルアーツ+ハイデルン流暗殺術」となっている（ハイデルンの格闘術指導は、その者の長所を伸ばすというやり方のため、ラルフの戦闘スタイルはハイデルンと似ても似つかない）。
後にクラークとともに『怒』と同様に銃や手榴弾を使いながら攻略するアクションシューティングゲーム『メタルスラッグ6』にも登場している。
カプコンとのクロスオーバー作品では、『激突カードファイターズ』シリーズ全てに個別キャラクターカードで登場し、『CAPCOM VS. SNK 2』にて背景出演としてナイロビステージに登場している。

### 人物
『KOF』では熱血漢なキャラクターとして描かれている。お節介焼きなところがあり、辛い過去を背負ったレオナやウィップを放っておけず、しょっちゅうちょっかいを出している。しかし、レオナには半ば相手にされず（もっとも、ラルフに元気付けられて笑顔を見せたことはある）、ウィップには自分の付けた「ムチ子」という安直なあだ名を使い続けるため、そのたびに訂正を求められている。
なお、ウィップからは『KOF2000』の怒チームストーリーおよびエンディングに登場する「遺言」と思わしき映像データで謝意を表明されたが、そこでもムチ子ではなくウィップと呼ぶように付け加えられている（その死を認めたくないラルフは「誰が呼ぶかよ」と拒否）。『KOF2003』（以下『2003』と表記）でウィップが部隊へ復帰してからは、「ムチ子」と呼ぶと無視されるため、「ウィップ」と呼び直すようになった。『XIV』ではウィップの嫌いなものに「ラルハラ（ラルフハラスメント）」と入れられた。
『KOF』では頭に被った赤地に緑の迷彩柄のバンダナがトレードマークであるが、『KOF'99』（以下『'99』と表記）でのみ赤い無地のバンダナを被っていた。『NBC』の通信基地ステージの背景にもその時の衣装で出ているが、バンダナは迷彩柄になっている。『KOF MAXIMUM IMPACT』（以下『MI』と表記）シリーズでは再び無地である。『XIV』では赤と緑の二色迷彩ではなく、赤をベースとしたグラデーションカラーによる迷彩柄になっている。また『怒』時代はハチマキのように巻いており、『MI』シリーズの2Pモデルでもこのバンダナを含めた服装が再現されている。なお、バンダナを巻くのは「気合いを入れるため」であり、常に予備を100枚以上用意しているという。
密林地帯のような危険な場所を仕事場とすることも多い身でありながら、嫌いなものに「ヘビ」を挙げている。これは軍人として致命的とも思われるが、その理由は、彼が昔飼っていた小鳥がヘビに食べられてしまったためであり、怖いというわけではない。
嬉野秋彦著の小説版では、怒チームにはオロチ編ではレオナ、ネスツ編ではウィップとストーリー上重要な女性キャラクターが参加しているため、主人公チーム（草薙京や二階堂紅丸、K'など）たちに劣らぬ準主役級の活躍をしている。その一方で小説版のパロディ編では、毎回クラークと諍いを起こして殴り合いになり、ロバに蹴られてKOされたり、雪崩に巻き込まれたりと散々な扱いを受けている。

### 衣装の変遷
『KOF'98』（以下『'98』と表記）まではブルージーンズに白いタンクトップ、肩から斜め掛けした弾帯に濃い色のダウンベスト、右手に黒いリストバンド・左手に黒い皮グローブという首から上を除けばクラークと全く同じ服装だったが、ネスツ編突入を機に差別化が行われて以降、幾度か変更が行われている。
『'99』〜『XI』
クラークと共通の変更として、弾帯が外されボトムがカーゴパンツに変更された。ラルフの場合、グローブが両手共通の赤い指抜きグローブに変更され、タンクトップの裾をズボンの中に入れるようになった。また、カーゴパンツの足首部分から裾を絞るための紐が飛び出している。全体の配色もクラークと大きく異なり、タンクトップとカーゴパンツの色はモスグリーン、ダウンベストは黒になっている。『'99』のみタンクトップが白、ダウンベストがカーゴパンツと同じモスグリーンの配色になっており、前述のようにバンダナも無地の赤となっていた。
『XII』〜『XIII』
グローブはそのままだが再びクラークとほぼ共通の衣装に戻り、下半身は軍用ズボンに軍用ブーツ、上半身は素肌にタクティカルベストという軽装となっている。腰には弾帯が巻かれ、ベストの両肩部分からは手榴弾のダミーがぶら下がっている。
『XIV』〜
下半身はクラークと共通の迷彩柄の細身の軍用ズボンに軍用ブーツ、上半身は白のタンクトップで、両肩部分に襷掛けのように弾帯を巻いている。グローブは若干のデザイン変更はあるものの引き継がれている。また、前述の通りバンダナの柄は赤ベースのグラデーションカラーによる迷彩となった。

## ゲーム上の特徴
飛び道具は持たないが、高い攻撃力と打撃技で押していく戦い方に向いている。特に地上での通常技・強パンチは、立ち状態、しゃがみ状態ともに、威力・判定面で優れており、使い方次第で相手の技を一方的に潰すこともできる。また、シリーズが進むにつれ、ガード不能の打撃技も持つようになっている。
クラークも持つコマンド投げ「スーパーアルゼンチンバックブリーカー」は、クラークの同じ技よりも有効間合いが若干狭いが、乱戦時にはこれを決めることで相手のラッシュを止めることもできる。性能の高い打撃技だけでなく、コマンド投げも使えるラルフは、かなり強力な性能を持ったキャラクターでもあり、接近戦では大きな強さを発揮する。反面、遠距離で飛び道具を連発されると分が悪いため、相手の行動をよく見て動き、接近戦に持ち込む必要がある。
『KOF XII』（以下『XII』と表記）以降は必殺技が打撃技重視となり、「スーパーアルゼンチンバックブリーカー」も削除されている。
アクションシューティングの『メタルスラッグ6』では一度弾を受けても倒れることなく再び起き上がるという、同シリーズにそれまで定着していた「一発でも弾を受けるとアウト」という概念を覆している。また、銃以外の攻撃（ナイフ攻撃やパンチなど）により戦車にダメージを与えることができる唯一のプレイヤーキャラクターでもある。
超必殺技の「ギャラクティカファントム」は、ボスの超必殺技並みの脅威の威力を誇るうえにガード不能だが、攻撃するまでのタメモーションが長いうえに隙も大きい（MAX超必殺技版は超必殺技版と違い、体力の8-9割を減らす。攻撃するまでのモーションは上半身にガードポイントがある）。この技は一時期、普通の必殺技になっていた（ダメージは他の必殺技に比べ高い）。

## アーマーラルフ
アーマーラルフ（Armor Ralf）は、『MI2』の隠しキャラクターとして登場する別性能キャラクター。ラルフとは一部の技が異なる他、常時スーパーアーマーでほとんどの攻撃を受けてものけぞらない。代償として通常のガードとバックダッシュができないが、代わりに攻撃を一発だけ無効化する上に連続使用できる「ガチンコガーディアン・スタイル」が使用可能。極端な性能を要しているためアーケード用の『KOF MAXIMUM IMPACT Regulation "A"』では「アーマーラルフ」のみ削除された。
『KOF』シリーズのラルフとはグラフィックが異なり、色黒で短髪、グローブから棘の付いた籠手をはめており、衣装も変更されている。

## 技の解説
アーマーラルフの各技はすべて、通常のものに「ガチンコ」が頭に付いた技名になっている。

### 通常技
技名が公表されている『'94』〜『'96』の名称のみ記載。
| 操作                                      | 立ち（近距離）                                                    | 立ち（遠距離）                                 | しゃがみ                                                        | 垂直ジャンプ                                                                  | 前方ジャンプ                                                                  | 後方ジャンプ                                                                  |
| ----------------------------------------- | ----------------------------------------------------------------- | ---------------------------------------------- | --------------------------------------------------------------- | ----------------------------------------------------------------------------- | ----------------------------------------------------------------------------- | ----------------------------------------------------------------------------- |
| 弱パンチ                                  | 『'95』以前：チドニークラッシュ 『'96』以降：50メートルパンチ     | 左ストレート                                   | しゃがみパンチ                                                  | 『'95』以前：ハリケンボルト 『'96』以降：ボルテックシューター                 | 『'95』以前：脳天から竹割り 『'96』以降：アームパンチ                         | 『'95』以前：脳天から竹割り 『'96』以降：アームパンチ                         |
| 強パンチ                                  | 『'95』以前：チョッピングライト 『'96』以降：デンジャラスアッパー | メテオドロップ                                 | 双龍破                                                          | 『'95』以前：ナイアガラドロップ 『'96』以降：バイソンチョップ                 | 『'95』以前：ノーザンライトボム 『'96』以降：アステカドロップ                 | 『'95』以前：ノーザンライトボム 『'96』以降：アステカドロップ                 |
| 弱キック                                  | ひざ蹴り                                                          | 『'95』以前：ミドルキック 『'96』以降：Bキック | しゃがみ蹴り                                                    | デビルギロチン                                                                | ライダーキック                                                                | ライダーキック                                                                |
| 強キック                                  | ニールキック                                                      | パイルバンカー                                 | 『'95』以前：しゃがみ足払い 『'96』以降：グライディングホイール | ブルギロチン                                                                  | イナズマ反転キック                                                            | イナズマ反転キック                                                            |
| 攻撃避け                                  | かわし                                                            | かわし                                         | -                                                               | -                                                                             | -                                                                             | -                                                                             |
| 『'94』：避け攻撃 『'95』：カウンター攻撃 | ジェットアッパー                                                  | ジェットアッパー                               | -                                                               | -                                                                             | -                                                                             | -                                                                             |
| ふっ飛ばし攻撃                            | ギャラクティカマグナム                                            | ギャラクティカマグナム                         |                                                                 | 『'94』：イナズマ反転キック 『'95』：アウトローキック 『'96』：ブラックキック | 『'94』：イナズマ反転キック 『'95』：アウトローキック 『'96』：ブラックキック | 『'94』：イナズマ反転キック 『'95』：アウトローキック 『'96』：ブラックキック |

### 通常投げ
高角度咽輪（喉輪）落とし
『'94』、『KOF'95』（以下『'95』と表記）で使用。両手で高々とリフトアップした後、片手で喉元を掴み一気に地面へ叩きつける。「咽輪」は『'94』、「喉輪」は『'95』での技名。
ダイナマイトヘッドバット
『KOF'96』（以下『'96』と表記）以降の強パンチボタン投げ。相手を掴んで頭突きを喰らわせる。
ノーザンライトボム
『'96』以降の強キックボタン投げ。ブレーンバスターの要領で相手を担ぎ上げ、脳天から叩き落とす。『'99』以降は、通常投げにしては珍しく技名を叫ぶようになった。アッシュ編である『2003』、『KOF XI』（以下『XI』と表記）、『KOF XIII』（以下『XIII』と表記）では使用していない。
ヘッドストライク
『XIV』での強キックボタン投げ。モーションは「ノーザンライトボム」とほぼ同じ。

### 特殊技
ジェットアッパー
『XII』、『XIII』で使用。一瞬上体をそらしてからアッパーカットで突き上げる。上述の表にある通り、『'94』での避け攻撃ないし『'95』でのカウンター攻撃と同じものであり、ラルフにとっては初めて採用された特殊技である。

### 必殺技
バルカンパンチ
火の粉を散らしながら、片手による超高速のパンチを繰り出し、相手を殴り飛ばす。ヒット効果は燃焼ダウン（『KOF XIII』のEX版では多段ヒット）。『'95』以降は、レバー入力により、前進ができる（『メタルスラッグ6』では後退も可能、『XI』と『MI』シリーズでは移動できない）。『メタルスラッグ6』では戦車も破壊する威力を見せる。ボタン連打で出せる技で、連打を続けることで技を持続させることもできる（制限あり）。なお、『KOF2001』と『MI』シリーズではコマンド系になっている。アーマーラルフでは使用不可。
ガトリングアタック
前進しつつ捻りこむように肘を打ち、さらに振り向きざまの裏拳、最後にアッパーカットと連続して決めていく技。『'94』では技の動作が遅かったが、『'95』でかなり速くなった。また、踏み込む距離は弱よりも強の方が長い。技の気絶値はラルフの中でもかなり高く、飛び込み攻撃からの連続技に組み込むことで、チャン・コーハンのような耐久力の高い相手でなければ、相手を気絶に追い込むことが容易な技でもある。最初の肘打ちが終わるまで足元無敵。
『XIII』では裏拳→アッパーカットの2段技に変更された。弱で繰り出した場合、最後はアッパーではなく後述の「バーニングハンマー」で締める。
スーパーアルゼンチンバックブリーカー（SAB）
相手を掴んで垂直に放り投げてからで両腕で受け止め、地面に叩き付けるコマンド投げ。技名が長いためか、しばしば「SAB」と略される。アッシュ編の『2003』以降、ガードポイントが付くようになった（『XI』では強のみ）。『XII』以降は削除された。これもアーマーラルフでは使用不可。
投げっぱなしスーパーアルゼンチンバックブリーカー
『MI2』からの技で、「SAB」の放り投げだけを行う。落ちてくる相手に空中追撃ができる。やはりアーマーラルフでは使用不可。
急降下爆弾パンチ
『'95』にて追加された技。頭突きの構えで高く飛び上がってから、拳を突き出し急降下し、着地で爆発を起こす。その後は反動で後ろに跳ね返って着地する。タメコマンドだが、『'96』からは、不知火舞の「ムササビの舞」のように空中からでも出すことが可能なほか、タメコマンドで出すと、最初の飛び上がり頭突きに攻撃判定がある。『XII』で一度削除されたが、『XIII』では空中版のみ復活している。
ラルフキック
『'96』にて追加された技。片手を地面についてしゃがみ込んでから、技名を叫びつつ、錐揉み式のドロップキックを繰り出す。食らった相手は錐揉み回転しながら吹き飛んでダウンする。『'96』 - 『'98』までの基本システムである「クリティカルヒット」が出る数少ない技の1つ。『'99』と『2000』ではキックボタンのいずれかを、一定時間押しっぱなしにしてタメてから放すと出せる技で、タメる時間が長いほど技の攻撃力が上昇する。攻撃の発生は強威力の方が速く、また、遠くまで飛んでいく。ただし、押しっぱなしにしている間に、相手の攻撃を受けると（ヒット・ガードを問わず）、タメが解除される。また、途中で通常技を出すと、タメが延長される。このような弊害があるため、実戦で長くタメるのは困難。
低空ラルフキック
『2003』にて追加された、「ラルフキック」の下段バージョン。アーマーラルフでは使用不可。
ラルフタックル
『'99』にて追加された技。身を捻ってから、頭を振りつつ体当たりする。相手の出した飛び道具を打ち消しつつ攻撃ができる、相手の体力を複数回削ることができる点が長所。密着状態で強攻撃をキャンセルして出せば連続ヒットする。ガードされたときの隙は大きい。
ラルフバッファロー
『MI』シリーズにのみ存在するラルフタックルからの追加技。頭を振り上げて相手を放り上げる。

アンブロック
『2003』からの技で、身を捻ってからのアッパー。単発で出すと溜めが長いがガード不可、キャンセルで出すとガードされるが前モーションなしの技にそれぞれ性能が変化する。『MI2』ではアーマーラルフでのみこの技を使える。
元は下記の「バリバリバルカンパンチ」のフィニッシュ。
爆弾ラルフパンチ
『XII』において使用。その場で地面を拳で叩き爆発を起こす。
バーニングハンマー
『XII』において使用。体を反転させ腹部に繰り出す裏拳。
ラルフインパクト
『XIV』において使用された技。身体を捻って力を溜めてからストレートパンチを繰り出す。
ガチンコガーディアン・スタイル
アーマーラルフのみの技で、ガードポイントが発生する構えを取る。

### 超必殺技
バリバリバルカンパンチ
深く身を沈めて構えてから、「ガトリングアタック」の動作で突進し、肘打ち・裏拳から超高速の「バルカンパンチ」に繋ぎ、大きく滑り込みつつアッパーカットで相手を殴り飛ばす。最後のアッパーカットは、技がガードされると必ず空振りし、大きな隙ができる。『'96』で「バルカンパンチ」部分が、『KOF'97』（以下『'97』と表記）でアッパー部分が専用のモーションに変更された（後者が後の「アンブロック」）。『'95』まではタメコマンドで、そのコマンドもやや特殊であった。最初の肘打ちが発動する瞬間まで全身無敵状態。『XII』では削除されたが、『XIII』では「ガトリングアタック」のEX版という形で復活している（技の構造は裏拳とアッパーの間に「ジェットアッパー」と「バルカンパンチ」をはさむ内容）。
なお命名はハイデルンによる。元々は『'94』の開発時点にて付けられた仮の技名だったが、最終的にそのまま正式採用となった。
馬乗りバルカンパンチ
『'96』からの技。相手を押し倒してからマウントポジションになって「バルカンパンチ」を叩き込む。『XII』のみ使用していない。
ギャラクティカファントム
『'97』にて追加された技。身を捻ってからのガード不能の突進パンチで、溜めモーション中はスーパーアーマーやガードポイントが付くこともある。一部の作では通常の必殺技として出すことが可能。また、『XI』ではスーパーキャンセル（またはドリームキャンセル）で出すと、「アンブロック」同様に高速化するがガード可能になる。
『XII』以降はガード可能となり威力が低下したが、代わりに発生が早くなり、『XIII』ではEX版で繰り出すと弱攻撃から連続技になる。また、同作の家庭用ではボタン押しっ放しでタメが可能となり、最大まで溜めるとガード不能になる。
『メタルスラッグ6』では格闘攻撃の強制出し（立ち状態時）で出すことが可能。通常の格闘攻撃と威力は変わらないものの、キャラクター特性上戦車も破壊できる。
馬乗りギャラクティカファントム
『KOF2002』・『KOF NEOWAVE』のMAX2（『MI2』でも超必殺技として存在）。「馬乗りバルカンパンチ」同様マウントポジションになり渾身の拳を決める。相手は地面からの反動で天高く吹き飛ぶ。
ライジングギャラクティカ
『MI2』の技。「馬乗りギャラクティカファントム」で吹っ飛んで落ちてきた相手を、アッパーで追撃する。
ギャラクティカヴァンガード
『KOF2002 UNLIMITED MATCH』の技。「馬乗りギャラクティカファントム」で吹っ飛んで落ちてきた相手を、気合を込めた「ギャラクティカファントム」で追撃する。

JET・バルカンパンチ
『XIII』のNEO MAX。全身を紅潮させ、前方に「バルカンパンチ」以上の速さの連続パンチを放つ。その速さは最大94ヒットするほど凄まじく、放った後はしばらく動けない。
ラルフスーパーファランクス
『XIV』のCLIMAX超必殺技。技のモーションは「JET・バルカンパンチ」と似ている。拳を打ち合わせて見得を切った後に連続パンチを食らわせ、渾身の一撃で吹っ飛ばす。技後は爆炎の中から手前に歩いてくる演出で締めくくる。

## 担当声優
- 前塚あつし（『KOF XI』以前の『KOF』シリーズ）
  - 『'95』まででは「前塚厚志」、『XI』まででは「モンスター前塚」名義で出演。
- しのや文秀（『KOF XII』以降の『KOF』シリーズ、3DCGアニメ『THE KING OF FIGHTERS:DESTINY』、アプリ『THE KING OF FIGHTERS ALLSTAR』）

## 関連人物
- クラーク・スティル - 戦友（階級上は部下）
- ハイデルン - 上官
- レオナ・ハイデルン - 部下（上官の養女）
- ウィップ - 部下
- マルコ・ロッシ - 『メタルスラッグ』の共同戦線
- ターマ・ロビング - 『メタルスラッグ』の共同戦線
- エリ・カサモト - 『メタルスラッグ』の共同戦線
- フィオ・ジェルミ - 『メタルスラッグ』の共同戦線
- デビルリバース・モーデン - 『メタルスラッグ』の宿敵、『6』では地球を救うために一時休戦で共闘
- アレン・オニール - 『メタルスラッグ』の敵
- マーズピープル - 『メタルスラッグ』の敵、『6』では地球を救うために一時休戦で共闘
- ルーツマーズ / フェイク・ラスボス / ルーツマーズスラッグ - 『メタルスラッグ』の敵、『6』では地球を救うために一時休戦で共闘